# دوار المدلجي (دير الزور)
دوار المدلجي دوار مروري يقع في مدينة دير الزور بين منطفتي القصور والموظفين ويعتبر امتداداً لشارع نادي الضباط، أطلق عليه تسمية «ساحة الحرية» خلال حركة الاحتجاجات السورية في عامي 2011 و2012 اكتسبَ الدوار أهميَّة خاصة كرمز للاحتجاجات، حيث حدثت الكثير من الاعتصامات الكبيرة المُطالبة بإسقاط نظام بشار الأسد فيه، وقد وصل عدد المعتصمين إلى الآلاف في الكثير من الأحيان، خصوصاً في شهري يونيو ويوليو قبل اجتياح المدينة وقصفها. كما حصلَ على لقب ساحة الحرية إثر هذه الاعتصامات.
نسب دوار المدلجي إلى عائلة المدلجي المعروفة والتي تقطن بالأراضي المحيطة للدوار.
المحامي محمد سعيد المدلجي الممدوح السيرة في دير الزور اهتم بالدوار وانعش الحياة حوله بفتح متاجر وصيدلية.